# Lapeirousia simulans
Lapeirousia simulans är en irisväxtart som beskrevs av Peter Goldblatt och John Charles Manning. Lapeirousia simulans ingår i släktet Lapeirousia och familjen irisväxter. Inga underarter finns listade i Catalogue of Life.